# 241省道 (江苏省)
241省道又名大港—广德公路，简称大广线，是江苏省南部的一条南北向省道，位于镇江市和常州市境内。2017年升级为233国道，原编号停用。
241省道北起镇江市京口区大港街道，东接238省道，向南途经丹阳市、常州市金坛区，止于溧阳市天目湖镇苏皖界，南接安徽旧230省道。

## 历史
241省道原名镇广路，1928年（民国17年）列入江苏省18条省道规划，1932年江苏公路网规划调整后改为镇溧路。后於1933年筑成镇江丹阳界至金坛县城43公里，1934年筑成镇江境内13.7公里，1936年筑成金坛县城至溧阳县城41.3公里。自此镇江至溧阳共98公里全线通车，均为碎砖石路面。随后在日本侵华战争中部分公路毁坏，战后修缮后重新通车。金坛指前至溧阳城北部分路段战后路基毁坏严重化路为田，交通长期中断。
1949年后镇溧路未再列入干线公路，直至1979年镇江—广德公路列入重新划定的全省107条干线公路。1987年省级干线公路网规划调整后，镇广路编号为苏222，起于镇江鲇鱼套（即镇扬汽渡），终于溧阳平桥苏皖界，全长135.7公里，其中镇江市区的牌湾至大市口段5.2公里与312国道共线。新增路段溧阳至苏皖界全长35公里，1958年筑成通车。:324
1981年金坛至溧阳段重建通车。
1995年丹阳城南至溧阳沧屿桥段改建为二级公路，其中金坛中巷村至金坛城南村段改至今西环二路，不再绕经城塘村、金沙大桥、下丘桥；金溧界至湖塘村段取直改经诸里村，不再绕经诸泗村。
2003年省道网规划调整后，镇广路更名为大港—广德公路，简称大广线，编号改为S241，起点由镇江鲇鱼套改为镇江大港，全长137.4公里。241省道镇江至丹阳段改经葛丹公路，不再经镇丹公路。
2004年溧阳小陈庄至平桥段改建为二级公路。
2006年溧阳239省道至小陈庄段改线新建一级公路（今称天目湖大道）通车，其中部分路段利用扩建原241省道、团结路和焦山路。241省道溧阳昆仑转盘至小陈庄段改经239省道、天目湖大道，不再经昆仑路、104国道、天目路。同年，溧阳平桥至苏皖界段改建为二级公路通车，其中徐家园段2公里取直改线。
2011年根据新一轮省道网规划，236省道郯淮线灌淮段、237省道淮江线、S241大广线规划合并为S203赣溧线（赣榆至灌云段与327国道、204国道重复），随后于2013年规划为233国道的一部分。
2008年、2013年，金坛340省道至黄庄段、金坛340省道以北段改线新建一级公路先后通车。241省道金坛东关至南洲村段改经金沙大道，不再经西环二路。
2013年丹阳122省道以南段改线新建一级公路通车，241省道丹阳南三环路至上店村段改经眭巷村，不再经横塘、珥陵镇区。
2017年金坛黄庄至金溧界扩建为一级公路通车。
2017年，241省道实施编号调整升级为233国道，241编号停止使用。
2023年江苏省道网规划出台，233国道丹阳至溧阳段规划改线，241省道编号将重新启用，改称扬州—溧阳公路，北接345国道，南至239省道，其中规划新增扬州至镇江过江段待建。